# Cameron Sutton (fútbol americano)
Cameron Amir Sutton (Jonesboro, Georgia, 27 de febrero de 1995) más conocido como Cameron Sutton, es un jugador profesional estadounidense de fútbol americano que se desempeña en la posición de cornerback en Detroit Lions, equipo de la National Football League (NFL).

## Carrera
Fue seleccionado en la tercera ronda en la Reunión Anual de Selección de Jugadores de la NFL de 2017. Hizo su debut profesional con el equipo Pittsburgh Steelers, en el cual jugó seis temporadas (2017-2023), luego pasó a Detroit Lions, donde lleva jugando una temporada.